# Kuzniecowka (przystanek kolejowy)
Kuzniecowka (ros. Кузнецовка) – przystanek kolejowy w miejscowości Kuzniecowka, w rejonie siebieskim, w obwodzie pskowskim, w Rosji. Położony jest na linii Moskwa – Siebież.